# Кръвна въшка
Кръвните въшки (Eriosoma lanigerum) са вид насекоми от семейство Aphididae. Смятат се за инвазивни за Мадейра.
Таксонът е описан за пръв път от Фридрих Хаусман през 1802 година.